# Elijah Millsap
Elijah Millsap (* 12. August 1987 in Monroe, Louisiana) ist ein US-amerikanischer Basketballspieler, der zuletzt beim Utah Jazz in der NBA unter Vertrag stand. Derzeit steht er bei Maccabi Tel Aviv in Israel unter Vertrag.

## Karriere
Millsap wurde bei der NBA-Draft 2010 zunächst von keiner Mannschaft ausgewählt. Er verbrachte daher seine ersten Jahre in der Entwicklungsliga der NBA, in der D-League. Dort spielte er für die Tulsa 66ers, Los Angeles D-Fenders und Bakersfield Jam. Danach spielte Millsap auf den Philippinen und in Israel für Maccabi Aschdod. Im Sommer 2014 stand er bei den Philadelphia 76ers im Kader für die Summerleague, schaffte jedoch den Sprung in den Kader nicht. Später unterschrieb er bei den Milwaukee Bucks, wurde jedoch kurz vor Saisonbeginn entlassen und kehrte in die D-League zurück und spielte fortan für Bakersfield. Im Januar 2015 wurde Millsap von den Utah Jazz verpflichtet, die einen Ersatz für den verletzten Alec Burks suchten. Nachdem er nach zwei Zehntagesverträgen die Verantwortlichen der Jazz überzeugen konnte, erhielt bei den Jazz einen festen Vertrag. Anfang Januar 2016 wurde er bei den Jazz entlassen. Wenige Tage nach seiner Entlassung wechselte er zum israelischen Traditionsklub Maccabi Tel Aviv.

## Persönliches
Elijah Millsap hat drei Brüder, die ebenfalls Basketball spielen. Sein älterer Bruder Paul gab sein NBA-Debüt ebenfalls für den Jazz und spielt heute für die Denver Nuggets. Sein ältester Bruder John spielte zuletzt in Venezuela Basketball. Sein jüngster Bruder Abraham spielt College-Basketball an der Tennessee State University.